# 현대 HX 시리즈
현대 HX 시리즈는 현대중공업에서 생산하는 건설기계이며 HW 시리즈에 이은 2번째 건설기계이다.

## 시리즈
- HX216
- HX231
- HX209
- HX235
- HX260
- HX201